# الخط الزمني لبعثة ماجلان

طريق سفينة فكتوريا، التي أكملت أول رحلة إبحار مسجلة حول العالم في حوالي ثلاث سنوات.

كانت بعثة ماجلان (10 أغسطس أو 20 سبتمبر 1519 - 6 أو 8 سبتمبر 1522)، والمعروفة أيضًا باسم بعثة ماجلان وإلكانو، أول رحلة ملاحية حول العالم في تاريخ البشرية. كانت رحلة استكشافية إسبانية أبحرت من إشبيلية عام 1519 تحت قيادة البحار البرتغالي فرناندو ماجلان بدايةً، ليكملها المستكشف الإسباني الباسكي خوان سيباستيان إلكانو في عام 1522.
كان الهدف المبدئي للرحلة تأمين التمويل اللازم لتقصي إمكانية الإبحار إلى الصين وجزر التوابل (جزء من إندونيسيا اليوم) باتخاذ المسار الجنوبي الغربي حول أمريكا الجنوبية. وبعد عبور المحيط الأطلسي، وإمضاء الشتاء في باتاغونيا، وقمع تمردٍ، عثرت البعثة على مضيق ماجلان وعبرت من خلاله عام 1520. وبعد عبور المحيط الهادئ إلى الفلبين، قُتل ماجلان عام 1521 أثناء هجوم على زعيم جزيرة ماكتان، لابو لابو. تولت سفينة فيكتوريا مع قبطانها خوان سيباستيان إلكانو - الذي بدأ الرحلة الاستكشافية ربانًا - قيادة البعثة وأبحرت في المحيط الهندي المفتوح، وتجنبت الرسو في جنوب إفريقيا على الرغم من المجاعة التي ترتبت عن ذلك، وشقت طريقها من أجل إعادة الإمداد في جزر الرأس الأخضر، لتُنجز بعدها في 6 سبتمبر 1522 أول ملاحة دورانية. بلغ إلكانو نهاية الرحلة مع 17 بحارًا فقط، من أصل 270 فردًا من الطاقم الذي أبحر معه في البداية.

## الجدول الزمني

### 1494
7 يونيو: تُعدل معاهدة توردسيلاس سلسلة من المراسيم البابوية السابقة لتقسيم الأراضي المكتشفة حديثًا في العالم بين الإمبراطوريتين الإسبانية والبرتغالية، والواقعة على بعد 370 فرسخًا غرب جزر الرأس الأخضر. ومن الجدير بالذكر أنها نصت على احتكارٍ برتغالي للتجارة في جميع أنحاء إفريقيا ولكنها فسحت المجال أمام الاستكشاف الإسباني غربًا إلى خط الطول العكسي من التقسيم. 

### 1514
كان ماجلان عازمًا على إيجاد طريق إلى جزر التوابل المتهمة بالتجارة غير القانونية مع المغاربة، فرفض الملك البرتغالي السماح لماجلان بالشروع في مجازفات برتغالية.

### 1518
ينتقل ماجلان إلى إشبيلية، مقر دار التجارة. ويؤمن اجتماعًا في آرنخويث مع تشارلز الأول، الملك الجديد من عائلة هابسبورغ، (لاحقًا تشارلز الخامس، الإمبراطور الروماني المقدس) وقرينته جوانا.  
22 مارس: يصدر تشارلز وثيقة القباطنة... إقرارًا منه على الحملة الاستكشافية تحت قيادة كل من ماجلان وروي فاليرو، مما منح ماجلان السلطة على الرجال والأراضي المكتشفة حديثًا والتفويض اللازم باقتسام الأرباح عند نجاح البعثة. لم يكن من المتوقع حينها أن تستمر البعثة غربًا حتى تبلغ أراض برتغالية لتكمل ملاحتها الدورانية. يصبح ماجلان من الرعايا الإسبان كجزء من الاتفاق.

### 1519
19 أبريل: يصدر تشارلز امتيازًا رسميًا للبعثة، معززًا منحه السابقة، ويعين ماجلان وفاليرو في القيادة العليا للبعثة، ويوجههما للبحث عن التوابل في جزر الملوك.
10 أغسطس: المغادرة من إشبيلية مع مجرى نهر الوادي الكبير إلى سانلوكار دي باراميدا، حيث خضعت السفن لمزيد من الإصلاحات والتهيئة والتموين.
20 سبتمبر: مغادرة سانلوكار دي باراميدا.
26 سبتمبر - 3 أكتوبر: التوقف في جزر الكناري للتموين.
29 نوفمبر: وصول الأسطول إلى جوار رأس سانت أوغسطين.
13 ديسمبر: الولوج إلى خليج ريو دي جانيرو.
27 ديسمبر: مغادرة ريو دي جانيرو.

### 1520
10 يناير: رأس سانتا ماريا. يضطر ماجلان حينها إلى عكس مساره بسبب عاصفة شديدة فيتوجه شمالًا نحو خليج باراناغوا.
12 يناير: ريو دي لا بلاتا.
3 فبراير: يستأنف الأسطول مساره باتجاه الجنوب لكن سفينة سان أنطونيو تتعرض لتصدعات تتسبب بتسريب شديد فتتوقف للصيانة.
5 فبراير: رأس كورينتس.
24 فبراير: خليج سان ماتياس.
27 فبراير: الدخول إلى باهيا دي لوس باتوس.
31 مارس: بداية الإقامة الشتوية في بويرتو سان خوليان.
1 و2 أبريل: محاولة إشعال تمرد في فكتوريا وكونسيبسيون وسان أنطونيو، يتولى ماجلان أمرهم بمهارة. قُتل لويس دي ميندوزا وأُعدم بعده دي كيسادا وهُجر دي كارتاخينا على إحدى الجزر. أصبح ألفارو دي ميسكيتا قبطان سان أنطونيو ودوارتي باربوسا قبطان فيكتوريا.
نهاية أبريل: تُرسَل سانتياغو في مهمة للعثور على الممر. تعلق السفينة في عاصفة وتتحطم. يعود الناجون إلى بويرتو سان خوليان. يصبح جواو سيراو قبطان كونسيبسيون.
يوليو: مواجهات مع «عمالقة باتاغونيا» (على الأرجح شعب التيهوليش).
23 أو 24 أغسطس: يغادر الأسطول بويرتو سان خوليان متجهًا نحو ريو سانتا كروز.
18 أكتوبر: يغادر الأسطول سانتا كروز.
21 أكتوبر: الوصول إلى رأس العذارى، والدخول إلى ما سيُعرف لاحقًا بمضيق ماجلان.
نهاية أكتوبر: تفشل سان أنطونيو، المكلفة باستكشاف قناة ماغدالين، بالعودة إلى الأسطول، وتبحر عوضًا عن ذلك عائدة إلى إسبانيا تحت قيادة استيبان غوميز الذي سجن القبطان دي ميسكيتا. تصل السفينة إلى إسبانيا في 21 مايو 1521.
28 نوفمبر: يغادر الأسطول المضيق ويدخل المحيط الهادئ.
وفي عرض المحيط الهادئ، يصاب بعض أفراد الطاقم بالإسقربوط.

### 1521
24 أو 25 - 28 يناير: الرسو على جزيرة غير مأهولة، أطلق عليها ماجلان اسم سانت بول (لربما بوكا بوكا). مكثوا لبضعة أيام قبل الاستمرار مجددًا.
6 مارس: الوصول إلى غوام ومواجهات مع شعب تشامورو.
16 مارس: اكتشاف زامال (سامار) إحدى جزر الفلبين، والرسو في جزيرة هومونو (هومونهون) غير المأهولة حيث صادفوا صيادين من جزيرة زولوان (سولوان) المجاورة. تبادلوا الإمدادات مع السكان المحليين وتعلموا الثقافة المحلية وأسماء الجزر القريبة، لحين تعافى أفراد طاقمهم المرضى.
28 مارس: أرسوا سفنهم عند جزيرة مازاوا (ليماساوا) حيث التقوا بزعيمين محليين في رحلة صيد على الجزيرة، هما الراجا كولامبو والراجا سياوي، من بوتوان وكالاجان (سوريغاو) على الترتيب. أمضى ماجلان وطاقمه بضعة أيام ضيوفًا لدى الزعيمين.
31 مارس (أحد الفصح): أقيم أول قداس إلهي في الفلبين في ليماساوا.
3 أبريل: انطلق الأسطول إلى سيبو مسترشدًا بسفن الراجا كولامبو الحربية المعروفة باسم بالانغاي.
7 أبريل: الوصول إلى زوبو (سيبو). يبدأ ماجلان تحويل السكان الأصليين إلى المسيحية، بمن فيهم الراجا هومابون.
27 أبريل: وفاة ماجلان في معركة ماكتان. اختيار سيراو وباربوسا للقيادة المشتركة. رفضا احترام وصية ماجلان، بإعتاق عبده الملاوي إنريكه. يصبح أفونسو دي غوا قبطانًا لسفينة فيكتوريا.
1 مايو: يُذبح باربوسا و27 بحارًا، من بينهم دي غوا، في مأدبة أقامها هومابون. يهرب إنريكه. ويهرب سيراو ولكنه يُقتل بعد الإمساك به. يهرب الأسطول إلى بوهول.
2 مايو: تُحرق كونسيبسيون الموبوءة بالديدان، لعدم وجود عدد كافٍ من الرجال من أجل إصلاح السفن الثلاث والإبحار بها. اختيار جواو لوبيز كارفالو قائدًا عامًا وقبطانًا لسفينة ترينيداد. يصبح غونزالو غوميز دي إسبينوزا قبطانًا لسفينة فيكتوريا. تبحر السفن بعد ذلك إلى مينداناو ومابون وبالاوان وبروناي بحثًا عن الإمدادات، وتهجر البحارة خلفها على طول الطريق.
21 سبتمبر: يحل إسبينوزا محل كارفالو قائدًا عامًا. يصبح خوان سيباستيان إلكانو قبطان فيكتوريا.
8 نوفمبر: يصل الأسطول أخيرًا إلى تيدور في جزر مولوكا لشراء أطنان من القرنفل.
21 ديسمبر: تبقى ترينيداد في تيدور للإصلاحات، بينما تغادر فيكتوريا غربًا، تبحر في مضيق سوندا وعبر المحيط الهندي باتجاه رأس الرجاء الصالح.

### 1522
25 يناير: تصل فيكتوريا إلى تيمور وتشرع في عبور المحيط الهندي.
6 أبريل: تغادر ترينيداد تحت قيادة إسبينوزا جزر مولوكا متجهة إلى الوطن بالإبحار شرقًا. وبعد خمسة أسابيع، يقرر إسبينوزا العودة إلى جزر مولوكا حيث يؤسر هو وسفينته على يد أسطول برتغالي بقيادة أنطونيو دي بريتو. بيد أن السفينة تتحطم خلال عاصفة.
22 مايو: تجتاز فيكتوريا رأس الرجاء الصالح وتدخل المحيط الأطلسي.
9 يوليو: تصل فيكتوريا إلى جزيرة سانتياغو في الرأس الأخضر.
6 سبتمبر: تعود فيكتوريا إلى سانلوكار دي باراميدا تحت قيادة إلكانو، قبل أسبوعين من إتمام ثلاث سنوات على شروعها في البعثة.
8 سبتمبر: تصل فيكتوريا إلى إشبيلية.
9 سبتمبر: يسير إلكانو و17 بحارًا أوروبيًا ممن كانوا معه منذ البداية - يحمل كل منهم شمعة – حفاةً من فيكتوريا إلى دير سيدة النصر التابع لطائفة المينيم في تريانا وفاءً للنذور التي قطعوها في لحظات انهيارهم.

### 1523
أُبرمت تسوية كارلوس الأول ملك إسبانيا وخوانا الأولى مع فرناندو ماجلان وروي فاليرو في بلد الوليد بإسبانيا.